# AKB0じ59ふん!
『AKB0じ59ふん!』（エーケービー れいじごじゅうきゅうふん）は、2008年4月8日から9月30日まで毎週火曜0時59分 - 1時29分（月曜深夜）に日本テレビ（関東ローカル）で放送されていたバラエティ番組。ハイビジョン制作。

## 概要
AKB48地上波レギュラー冠番組。『AKB1じ59ふん!』の放送曜日・放送時間帯変更に伴い誕生した。引き続きメンバーが様々な試練にチャレンジし、番組の後半では楽曲の披露もある。番組ロゴやテロップに登場する番組キャラクターは「AKBEAR」（エーケーベアー）。
番組タイトルは「0じ59ふん」になっているが、前番組の影響で開始時間がずれることが多々見られた。また基本的に3-4回録りなので、粉かぶりなどの企画の際には「大人の事情」の字幕が出ることがある。『AKB1じ59ふん』時代から続いていた「推しピンバッジ」制度は当番組中期には自然消滅した。
MCは引き続きバッドボーイズ・高田純次が続投したが、高田は第8回で降板し、以降はバッドボーイズ単独の進行となり、『AKBINGO!』でも続投することとなる。また、本作以降グループアイドルの冠バラエティ番組は放送局・グループに関わらず、お笑いタレント（主にコンビ）がMCを担当するフォーマットが成立した。
2008年10月2日より放送曜日・放送開始時間が木曜0時29分（水曜深夜）に移動し、『AKBINGO!』としてリニューアルした。

## 出演者
所属チームは番組終了日（2008年9月30日）当時
- AKB48
  - チームA - 板野友美、大江朝美、大島麻衣、川崎希、北原里英、小嶋陽菜、駒谷仁美、佐藤亜美菜、佐藤由加理、篠田麻里子、高橋みなみ、戸島花、中西里菜、成田梨紗、藤江れいな、前田敦子、峯岸みなみ、宮崎美穂
  - チームK - 秋元才加、梅田彩佳、大島優子、大堀恵、小野恵令奈、奥真奈美、河西智美、倉持明日香、小林香菜、佐藤夏希、成瀬理沙、野呂佳代、早野薫、増田有華、松原夏海、宮澤佐江
  - チームB - 多田愛佳、浦野一美、柏木由紀、指原莉乃、仲川遥香、仁藤萌乃、渡辺麻友、菊地彩香（第8回で降板）
  - 研究生 - 石田晴香、高城亜樹、片野友里恵
- バッドボーイズ - 佐田正樹・大溝清人
- 高田純次（第8回まで）

### ゲスト
- イジリー岡田 - 「ザ・イロ萌えア」などの罰ゲーム時のレギュラーゲスト
- ハイキングウォーキング
- 髭男爵
- 山里亮太（南海キャンディーズ）
- YGA
- 清水ミチコ

## 放送日程
| 回 | 放送日  | 日直                  | 放送内容 | ライブ                                             |
| -- | ------- | --------------------- | --- | -------------------------------------------------- |
| 1  | 4月8日  | 篠田麻里子 高橋みなみ | - AKB48のフリー百科事典! Akepedia-エケペディア - 落としちゃいや〜ん♥ 答えてコラえて! あっぷあっぷクイズ!                                 | BINGO!                                             |
| 2  | 4月15日 | 峯岸みなみ 宮澤佐江   | - AKB48のフリー百科事典! Akepedia-エケペディア - 落としちゃいや〜ん♥ 答えてコラえて! あっぷあっぷクイズ!                                 | BINGO! （劇場オフ映像）                            |
| 3  | 4月22日 | -                     | - メンバーへの不満を投稿! AKB目安箱 - AKBガチンコダービー - 私たち推してください!                                                        | ロマンス、イラネ                                   |
| 4  | 4月29日 | -                     | - メンバーへの不満を投稿! AKB目安箱 - AKBガチンコダービー - 私たち推してください!                                                        | 会いたかった                                       |
| 5  | 5月6日  | 大島麻衣 前田敦子     | - 目指せ大女優! 演じてダマして演技力バトル                                                                                               | ハートが風邪をひいた夜 （AKB48劇場公演）           |
| 6  | 5月13日 | 河西智美 小嶋陽菜     | - 目指せ大女優! 演じてダマして演技力バトル                                                                                               | 夢を死なせるわけにいかない （AKB48劇場公演）       |
| 7  | 5月20日 | 多田愛佳 柏木由紀     | - 抜き打ち心理テスト - 私たち推してください! - 悩めるアイドルの駆け込み寺 純寺                                                           | 50% （AKB48劇場公演）                              |
| 8  | 5月27日 | 板野友美 小野恵令奈   | - 抜き打ち心理テスト - 私たち推してください! - 悩めるアイドルの駆け込み寺 純寺                                                           | 夢を死なせるわけにいかない                         |
| 9  | 6月3日  | -                     | - AKB極限コスプレバトル ザ・イロ萌えア                                                                                                   | 夢を死なせるわけにいかない                         |
| 10 | 6月10日 | -                     | - AKB極限コスプレバトル ザ・イロ萌えア                                                                                                   | 会いたかった                                       |
| 11 | 6月17日 | 奥真奈美 宮崎美穂     | - 大堀恵持ち込みオープニング企画 - 抜き打ち心理テスト - 私たち推してください!                                                            | Baby! Baby! Baby! （PV・番組オリジナルバージョン） |
| 12 | 6月24日 | 倉持明日香 駒谷仁美   | - 大堀恵持ち込みオープニング企画 - 抜き打ち心理テスト                                                                                    | Baby! Baby! Baby!                                  |
| 13 | 7月1日  | -                     | - 目指せ!100発100チュー 本物を的チューせよ!                                                                                              | Baby! Baby! Baby!                                  |
| 14 | 7月8日  | -                     | - 目指せ!100発100チュー 本物を的チューせよ!                                                                                              | Baby! Baby! Baby!                                  |
| 15 | 7月15日 | -                     | - 落としちゃやーよ♥ タリナイ48 - 超未来型グラビア撮影会                                                                                  | Baby! Baby! Baby!                                  |
| 16 | 7月22日 | -                     | - 落としちゃやーよ♥ タリナイ48 - 超未来型グラビア撮影会                                                                                  | Baby! Baby! Baby! （スタジオオフ映像）             |
| 17 | 7月29日 | -                     | - AKB極限コスプレバトル ザ・イロ萌えア - 超未来型グラビア撮影会                                                                          | Baby! Baby! Baby!                                  |
| 18 | 8月5日  | -                     | - AKB極限コスプレバトル ザ・イロ萌えア - 超未来型グラビア撮影会                                                                          | Baby! Baby! Baby!                                  |
| 19 | 8月12日 | -                     | - 落としちゃやーよ♥ タリナイ48 | Baby! Baby! Baby! （スタジオオフ映像）             |
| 20 | 8月19日 | -                     | - 落としちゃやーよ♥ タリナイ48 - AKB0じ59ふん!外伝 佐田正樹の逆襲                                                                        | Baby! Baby! Baby!                                  |
| 21 | 8月26日 | -                     | - ノンフィクション059 大堀恵物語〜最高齢アイドルの挑戦〜 - 大堀めしべ ソロ・デビュー決定! - SKE48（大矢真那、松井珠理奈）スタジオ登場    | 僕の太陽                                           |
| 22 | 9月2日  | -                     | - 目指せ!100発100チュー 本物を的チューせよ! - 最高齢アイドル 大堀めしべ25歳 ソロ・デビューへの道                                         | 僕の太陽                                           |
| 23 | 9月9日  | 板野友美 石田晴香     | - 落としちゃやーよ♥ タリナイ48 - 最高齢アイドル 大堀めしべ25歳 ソロ・デビューへの道                                                      | 僕の太陽                                           |
| 24 | 9月16日 | -                     | - 目指せ!100発100チュー 本物を的チューせよ! - 最高齢アイドル 大堀めしべ25歳 ソロ・デビューへの道 - 大堀めしべ「甘い股関節」テレビ初披露! | -                                                  |
| 25 | 9月23日 | 宮崎美穂 仁藤萌乃     | - 落としちゃやーよ♥ タリナイ48 - 最高齢アイドル 大堀めしべ25歳 ソロ・デビューへの道                                                      | 甘い股関節／大堀めしべ                             |
| 26 | 9月30日 | -                     | - 推し変上等! AKBキャラ大事典 - 最高齢アイドル 大堀めしべ25歳 ソロ・デビューへの道                                                       | 甘い股関節／大堀めしべ                             |

## コーナー

### Akepedia―エケペディア
AKB48版のWikipedia。佐田の独断と偏見により作成しているため、多くの事項は実際と異なる。

### 私たち推してください!
メンバーがタレントを訪ねて、出演メンバーのなかから推しメンを選んでもらうコーナー。
| 回 | ゲスト                                  | 推しメン   | 訪問メンバー |
| -- | --------------------------------------- | ---------- | ------------ |
| 3  | 川﨑麻世                                | 大島優     | 大堀・松原   |
| 7  | 岩尾望・後藤輝基 （フットボールアワー） | 篠田・野呂 | 大島優・小林 |
| 8  | ルー大柴                                | 小嶋       | 大堀・宮澤   |
| 11 | ムーディ勝山                            | 篠田       | 板野・前田   |

### メンバーへの不満を投稿! AKB目安箱
メンバーが他のメンバーへの不満を投稿するコーナー。
投稿したメンバーはイニシャルで紹介されるが、カメラがズームインしたりするために、結局は誰が投稿したのか発覚してしまう。

### NEWS48
AKB48とメンバーに関するニュースをニュース番組風に取り上げるコーナー。篠田麻里子が演じる「篠田マリステル」と大溝清人が演じる「新橋行男」が登場する。
第10回放送のときに「NEWS AKB」として開始。以降は「NEWS48」として不定期に放送される。
最後の2回の放送分はS2スタジオ（メインセット）で他のメンバーがひな壇に座った状態で収録された。

### 最高齢アイドル 大堀めしべ25歳 ソロ・デビューへの道
8月25日に大堀恵が「大堀めしべ」としてソロデビューすることが発表され、翌週から始まったコーナー。「AKBINGO!」に引き継がれた。

### AKBキャラ大事典
最終回には出演していたが秋元・河西・佐藤夏・多田・渡辺は扱われずに放送した。
| メンバー | 番組開始当初のキャラクター | 最終回時のキャラクター         |
| -------- | -------------------------- | ------------------------------ |
| 前田     | 正統派アイドル             | おバカアイドル                 |
| 小嶋     | ちょっと天然な美少女       | 笑顔のウラには別の顔           |
| 大島麻   | おバカNo.1キャラ           | かけ算のできないおバカさん     |
| 高橋     | トークもダンスも得意       | トークもさっぱりな運動オンチ   |
| 篠田     | キレイなお姉さん           | ビミョ〜なボケをかますお姉さん |
| 佐藤由   | 天然マイペース             | 悩殺コスプレ女王               |
| 峯岸     | 生意気娘                   | 意気地なしのビビリ             |
| 大島優   | やさしい優等生             | 自分が大切な負けず嫌い         |
| 宮澤     | しっかり者                 | 丸恥リアクション娘             |
| 小野     | 何をやってもカワイイ妹     | キレる時はいつでも本気         |
| 板野     | サバサバギャル             | なんでも食べる味覚オンチ       |
| 野呂     | AKBのお笑い担当            | お笑いを忘れた泣き虫           |
| 大堀     | ぶりっ子アイドル           | 誰もが認めるクソババア         |

## 主題歌・挿入歌
- オープニング
  - 会いたかった
- エンディング（予告編）
  - Virgin Love（途中まで）
  - 終了直前はライブでの楽曲中にスタッフスクロールがあるため、ライブ曲=エンディングとなっていた。
- 挿入歌
  - 甘い股関節（大堀めしべ、Vap）
- スポンサースクロール・コーナー紹介
  - 僕の太陽
  - スカート、ひらり
  - Baby! Baby! Baby!
- コーナー間BGM（繋ぎ）
  - 会いたかった
  - ロマンス、イラネ
  - JESUS
- 「最高齢アイドル 大堀めしべ25歳 ソロ・デビューへの道」
  - 最終ベルが鳴る
  - 花と散れ!
- あっぷあっぷクイズ!（落下時）
  - 桜の花びらたち2008

使用楽曲
- くるくるぱー・投げキッスで撃ち落せ!・Blue Rose（イントロのみ）・脳内パラダイス（イントロのみ）・シアター・パイレーツ・毒リンゴを食べさせて・クラスメイト・ガラスの I LOVE YOU・渚のCHERRY（前田敦子）・生きるって素晴らしい・くまのぬいぐるみ・青春ガールズ・RUN RUN RUN
- その他
  - エロリーゼント音頭（?）
作詞:エロリーゼント、作曲:AKB48

## スタッフ
- 構成：桝本壮志（吉本興業）、三田卓人
- TM：古川誠一
- SW：村松明
- CAM：津野祐一
- AUD：太田黒健至
- VE：塩原和益
- 美術協力：日本テレビアート
- 美術：高津光一郎（テルミック、前田敦子推し）
- デザイン：栗原純二、波多野真理
- 照明：小笠原雅登
- TK：桜井えみこ
- 編集：杉本啓二（読売映像）
- MA：杉山正
- ナレーター：岩見聖次（クレイジーボックス、大島優子推し）
- 協力：AKS
- 編成企画：毛利忍
- 編成：前田伸一郎
- 営業：阿部真一郎
- 広報：柳沢典子
- 制作協力：Ecompany、acro
- AP：内藤梨恵子（Ecompany）
- デスク：河村雅美
- AD：花塚増央（acro、高橋みなみ推し）
- ディレクター：山下朋洋、小岩井佑樹、GJ野上（大堀恵推し[注 17]）、森栄一郎（オンリー・ワン）
- 演出：藤原耕治、小俣猛
- プロデューサー：南波昌人、齋藤匠（acro）、佐々木俊勝（Ecompany）
- チーフクリエイター：藤井淳
- 製作著作：日本テレビ

### 過去のスタッフ
- チーフプロデューサー：土屋泰則